# Stephen Brett
Pour les articles homonymes, voir Brett.

a Compétitions nationales et continentales officielles uniquement.

b Matchs officiels uniquement.
Stephen Brett, né le 23 novembre 1985 à Waiouru, en Nouvelle-Zélande, est un joueur néo-zélandais de rugby à XV évoluant principalement au poste de demi d'ouverture.

## Biographie
Considéré comme un joueur de grand talent, doté de grandes qualités défensives, une très bonne passe et un jeu au pied particulièrement précis, il fait ses débuts au club en 2006 et se révèle en 2007, profitant de l'absence de Dan Carter qui participe au programme de préparation de la coupe du monde 2007. Convoité par de nombreux clubs européens, il a finalement signé jusqu'en 2011 avec la fédération néozélandaise.
En 2006, il participe à la coupe à la coupe du monde des moins de 21 ans avec l'équipe de la Nouvelle-Zélande.
En 2013, il signe à l'Aviron bayonnais en France et y évolue durant une saison. Mais il a du mal à s’adapter au rugby français et vit une relation compliquée avec l’entraîneur, Christophe Deylaud, qui ne parlait pas Anglais alors que lui ne parlait pas Français, et avec qui il n’avait surtout pas la même vision du jeu.
Il rejoint ensuite Lyon en 2014 puis le RC Narbonne en 2016.
Le 10 janvier 2017, il rejoint l'ASM Clermont Auvergne en tant que joker médical de Patricio Fernandez, touché aux ischios et indisponible de 10 à 12 semaines, pour une pige de trois mois. Le 29 mars 2017, le club annonce qu'il a terminé sa mission à Clermont. Lors de son passage à l'ASM, Brett a inscrit 46 points pour 415 minutes jouées et 6 titularisations.

## Carrière

### En club
- 2005-2009: Crusaders
- 2009-2011: Blues
- 2011-2013: Toyota Verblitz
- 2013-2014 : Aviron bayonnais
- 2014-2016 : Lyon OU
- 2016-2017 : RC Narbonne
- Janvier à mars 2017 : ASM Clermont Auvergne  (joker médical de Patricio Fernandez)

## Palmarès

### En club
- Vainqueur du Super 14 en 2008 avec les Crusaders
- Champion de France de Pro D2 en 2016 avec le Lyon OU